# 葶苈虎耳草
葶苈虎耳草（学名：Saxifraga drabiformis）为虎耳草科虎耳草属下的一个种。

## 扩展阅读
- 維基物種上的相關：葶苈虎耳草